# Eclogiet

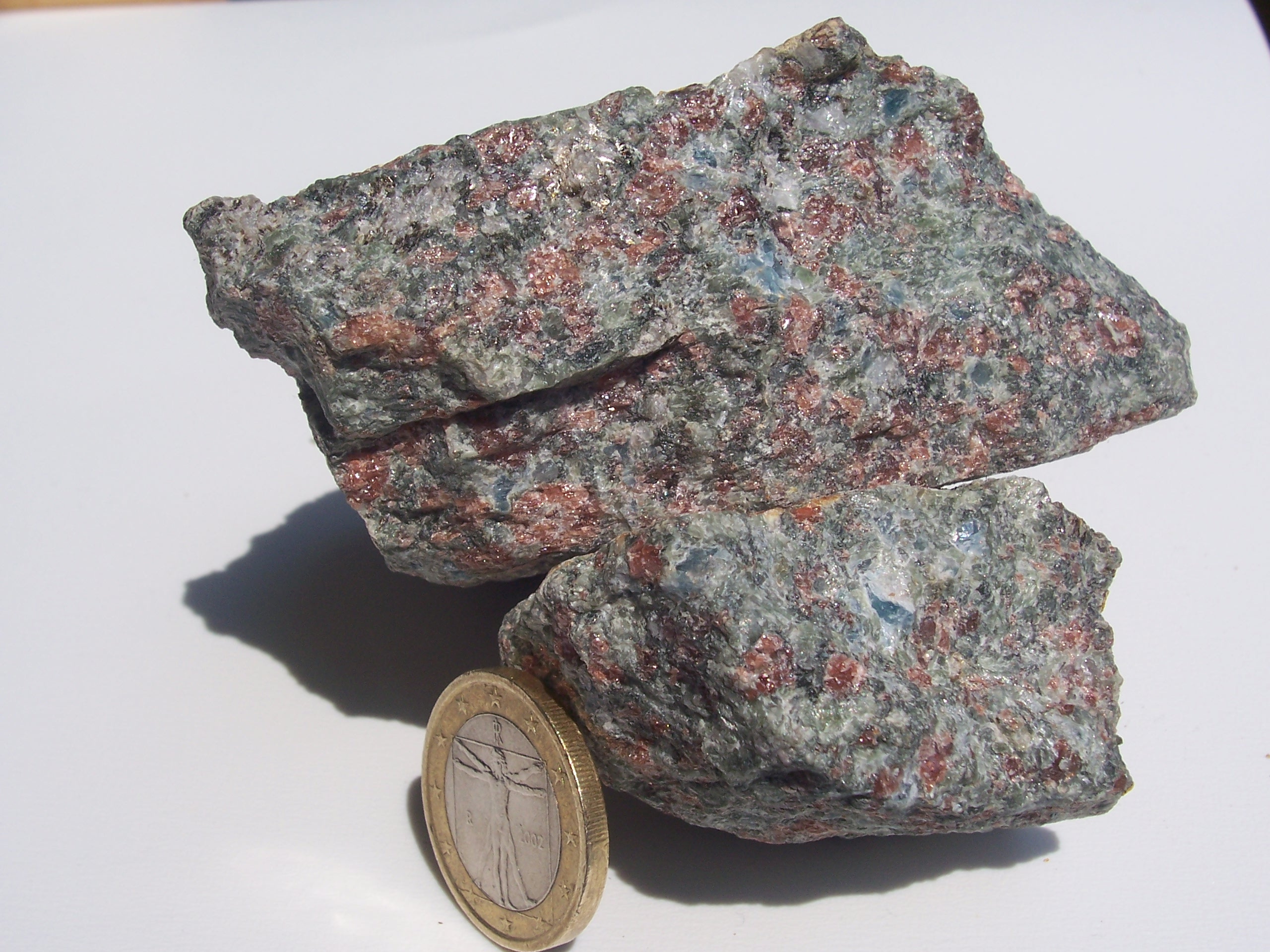
Klik op afbeelding voor grotere versie. Kyaniet-eclogiet uit de Noorse Western Gneiss Region. Deze steen bestaat uit omfaciet (het groene mineraal), granaten met pyroop tot almandien samenstelling (het rode mineraal), kyaniet (helderblauw), kwarts (melkwit, waarschijnlijk coësiet geweest) en een paar fengiet mica's bovenaan (goudwit).

Het gesteente eclogiet is mafisch (basaltisch) van chemische samenstelling. Het wordt weleens onder de peridotieten gerekend, maar is eigenlijk geen ultramafisch gesteente. Eclogiet wordt ook weleens ingedeeld bij de mantelgesteentes, wat in feite onjuist is omdat het oorspronkelijk geen mantelmateriaal is. Omdat de eclogiet facies voorkomt bij een druk hoger dan normaal in de korst, komt eclogiet weinig voor en wijst het op speciale tektonische omstandigheden.
Onverweerd is eclogiet een opvallend gesteente, met als mineralen rode tot paarse granaten (almandien tot pyroop) in een matrix van gifgroene clinopyroxeen (omphaciet). Hoewel deze twee mineralen karakteristiek zijn voor eclogiet, kunnen verder ook kyaniet, rutiel, kwarts (soms als zijn hogedruk-polymorf coesiet), retrograde amfibolen zoals glaucofaan, retrograde titaniet, fengiet en paragoniet (witte micas), zoisiet, dolomiet en diamant voorkomen.
Als veel retrograde mineralen aanwezig zijn wordt ook wel gesproken van "retro-eclogiet".

## Ontstaan
Eclogiet is het resultaat van hogedruk-metamorfose van gesteenten met een mafische samenstelling (bijvoorbeeld gabbro of basalt). De diepte die nodig is om eclogiet te vormen wordt in de Aarde normaal gesproken pas bereikt in de mantel. Eclogiet heeft echter een afwijkende chemische samenstelling van ultramafische mantelgesteenten als peridotiet.
Sinds de jaren 80 wordt eclogiet daarom meestal verklaard als stukken korst die gesubduceerd waren in de mantel, en daarna weer naar het oppervlak zijn gekomen. Hoe dit omhoog komen precies kan plaatsvinden, wordt nog steeds onderzoek naar gedaan.

## Voorkomen
Soms worden xenolieten van eclogiet in kimberliet pijpen gevonden. Lenzen eclogiet komen voor in granuliet- of amfibolietterreinen over de hele wereld. Voorbeelden zijn het Musgrave Block in Australië (gevormd tijdens de Petermann-orogenese), waar eclogietlenzen in granulietterreinen voorkomen, de Caledoniden in Noorwegen en op Groenland, waar eclogietlenzen samen met peridotietlenzen in felsische gneissen en amfibolieten voorkomen en Alpiene gebergten als in Griekenland of de Alpen. De eclogietlenzen komen in die gebergtes meestal voor in ofiolieten.
Eclogieten met glaucofaan komen voor in de Italiaanse Alpen.
Het voorkomen van eclogiet duidt altijd op een zeldzame tektonische situatie.

## Eclogiet in tektonisch onderzoek
Eclogiet is een zeldzaam gesteente en staat sterk in de belangstelling omdat het aanwijzingen kan geven over tektonische processen in de onderste delen van de aardkorst of bij continentale collisie en gebergtevorming.
Eclogiet wordt onstabiel als het op kleinere diepte gebracht wordt, waardoor vaak retrograde metamorfose plaatsvindt. Secundaire amfibool en plagioklaas kan daarom vaak in randen om pyroxeen worden gevonden, en titaniet in randen om rutiel. Een eclogiet kan compleet omzetten naar een amfiboliet of een granuliet tijdens de exhumatie. Soms kan in zulke gesteentes de eclogiet facies alleen nog herkend worden door het bestuderen van coesiet en diamant insluitsels in zirkoon of titaniet.

## Eclogiet als bron voor magma?
Zowel petrologisch als seismologisch onderzoek wijst uit dat niet eclogiet (mafische samenstelling), maar peridotiet (ultramafische samenstelling) het dominante gesteente is in de bovenmantel. Daarom zal peridotiet een veel belangrijker brongesteente zijn van magma's.
Magma heeft over het algemeen een basaltische samenstelling. Als eclogiet (ook basaltisch) door partieel smelten een basaltische magma moet vormen, moet 100% van de eclogiet tegelijkertijd smelten, wat niet realistisch is. Daar staat tegenover dat maar 1% tot 25% van een peridotiet hoeft te smelten om een basaltische magma te produceren. Men gaat er daarom van uit dat magma vormt door het smelten van peridotiet op 20-120 km diepte.
Sommige andesitische gesteenten kunnen wel zijn gevormd door het opsmelten van eclogiet. Van adakiet, een zeldzaam gesteente, is weleens voorgesteld dat het kan ontstaan door opsmelten van eclogiet. Eclogiet zou door partieel smelten ook een bron voor granodioritische magma kunnen zijn.
Experimenten hebben aangetoond dat "natte" (met water) eclogiet bij partieel smelten magma met samenstellingen van tonaliet-trondjhemiet-granodioriet (TTG) terreinen produceert (Rapp et all 2003, zie "bronnen"). Dit kan betekenen dat in het Archaïcum de eerste continentale korst vormde door extreme korstverdikking (de korst moet dan zo dik geweest zijn dat de onderste delen in de eclogiet facies terechtkwamen en partieel begonnen te smelten).

## Eclogiet diamanten
Veel diamanten in eclogiet xenolieten hebben een ander 13C:12C isotopen ratio en een hogere concentratie stikstof dan diamanten uit harzburgiet xenolieten. Dit verschil tussen harzburgiet (een gesteente dat vormt als residu bij het ontstaan van magma) en eclogiet doet vermoeden dat de eclogiet van deze xenolieten niet ontstond als residu bij partieel smelten, maar door metamorfose van basalt bij subductie.